# Ritmo vivente muscolare della vita
Ritmo vivente muscolare della vita è il primo album di Carlo Fava. È stato registrato nella seconda metà del 1992 da Ignazio Morviducci, Matteo Cifelli, Franco Cufone ed è stato mixato da  Marti Jane Robertson. La Psycho records lo ha pubblicato nel 1993.

## Tracce
1. Viaggiatori luminosi
2. Treni con prenotazione obbligatoria
3. Perdite
4. In caduta libera dall'8º piano
5. Astri ad incastri
6. Dimmi dove dimmi
7. Tango stasera
8. Illogica allegria
9. Dietro la collina

## Musicisti
- Carlo Fava: voce
- Mitchel Forman: pianoforte e tastiera
- Michele Tadini: programmazioni, tastiera e chitarra classica
- Walter Calloni: batteria
- Paolo Costa: basso
- Naco: percussioni
- Marco Rinalduzzi: chitarra
- Faso: stick
- Max Costa: programmazione
- Mario Arcari: oboe
- Daniele Comoglio: sax alto
- Giampi Alpiani e Carlo Bellani: cori